# C19H20O7
化学式C19H20O7（摩尔质量：360.362 g/mol）可能指：
- 巴尔巴地衣酸（英语：Barbatic acid）（去甲女萝酸，四甲地衣酸），CAS号：17636-16-7
- 地胆草素（英语：Elephantopin）（地胆草内酯），CAS号：13017-11-3

|  | 这个同类索引页列出了具有相同分子式的化学物（即同分異構體）条目。 除非您是有意链接至本页，否则应将相应条目的内部链接指向正确的条目。 |